# Robert Misch

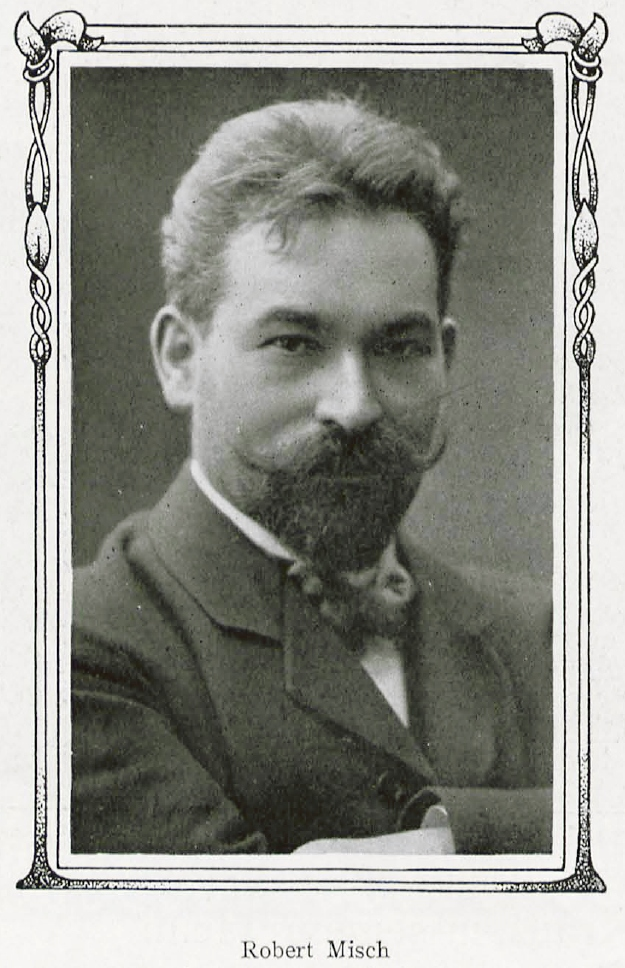
Robert Misch. Foto von 1904.

Robert Misch (* 6. Februar 1860 in Żarczyn bei Bromberg; † 27. November 1929 in Berlin) war ein deutscher Librettist und Schriftsteller.

## Leben
Als Sohn eines Rittergutsbesitzers besuchte er das Französische Gymnasium in Berlin und ein Alumnat in Braunschweig sowie ab 1877 die Friedrichswerdersche Gewerbeschule. Nachdem er ein erstes Trauerspiel ("Tarquinius Superbus") geschrieben hatte, das vom Hamburger Stadttheater zwar für unaufführbar, aber talentvoll erklärt worden war, entschloss er sich, poetischer Tätigkeit zu widmen. Um dafür Erfahrungen zu sammeln, wandte er sich zunächst für drei Jahre der Schauspielerei zu und spielte an verschiedenen Stationen (Halberstadt, Rudolstadt, Potsdam, St. Gallen, Amsterdam). Dann studierte er in München Geschichte, Philosophie und Literatur. 1887 trat er als Kunstkritiker in die Redaktion des Wiesbadener Tagblatts ein. 1890 kehrte er nach Berlin zurück und ließ sich als freier Schriftsteller nieder. Er verfasste zahlreiche Romane, Novellen und Schauspiele. Mischs bekannteste Werke sind die Libretti zu den beiden Humperdinck-Opern Die Marketenderin und Gaudemus.
Seit 1886 war er mit Margarete (Mary) Misch geb. Kastner (1858–1924) verheiratet, die sich ebenfalls als Schriftstellerin betätigte. U.a. veröffentlichte sie die Romane Baronin Fify (Leipzig 1897) und Annemarie (Berlin 1904). Beider Grabstätte befindet sich auf dem Südwestkirchhof Stahnsdorf.

## Werke
- Die Marketenderin. (1913; EHWV 155), Singspiel in 2 Aufzügen, Komponist: Engelbert Humperdinck. Uraufführung: 10. Mai 1914 Köln
- Gaudeamus. (1915–19; EHWV 162), Spieloper, Komponist: Engelbert Humperdinck; Uraufführung: 18. März 1919 Darmstadt
- Leda (Lustspiel). Berlin 1885.
- Liebesleugnerin (Schauspiel). Berlin 1886.
- Die Junggesellen (Schwank). Leipzig 1887.
- Das Schützenfest (Schwank). Berlin 1889. (mit Wilhelm Jacoby)
- Die Strohwittwe (Schwank). Berlin 1890. (mit Wilhelm Jacoby)
- Der Frauenheld (Lustspiel). Berlin 1890.
- Baronin Ruth (Schwank). Berlin 1891.
- Fräulein Frau (Lustspiel). Berlin 1891. (mit Gustav von Moser)
- Der sechste Sinn (Schwank). Berlin 1892. (mit Gustav von Moser)
- Die Massagekur (Schwank). Berlin 1892.
- Karriere (Schwank). Berlin 1892.
- Liebe von heut (Volksstück). Berlin 1893.
- Der Phönix (Lustspiel). Berlin 1893. (mit Ernst von Wolzogen)
- Der Irrweg. (Roman). Berlin 1895.
- Misch-Masch (Novellensammlung). Berlin 1895. (mit Mary Misch).
- Nachruhm (Lustspiel). Berlin 1896.
- Aus dem Geleise. (Roman). Leipzig 1897.
- Frau Hellas Ruhm (Roman). Berlin 1898.
- Künstlerehe. Ein Coulissen-Roman. München 1899; 3.A. Schauspielerehe, Berlin 1904.
- Der todte Musikant (humoristischer Roman). Berlin 1900.
- Der Adelsmensch (satirischer Eheroman). Stuttgart 1900.
- Wie mein Freund Iwan nach Afrika reiste (Novelle). Berlin 1900.
- Die Großstädterin. Ein satirischer Roman. Berlin 1901.
- Das Ewig-Weibliche. Ein heiteres Phantasiespiel. (Verserzählung). Berlin 1902.
- Rittergut Tressin (Roman). Berlin 1903.
- Villa Kaltenbach. Eine heitere Geschichte aus Berlin W (Roman). Berlin 1903; neue Ausgabe 1906.
- Krieg im Haus. Romantisches Verslustspiel. Leipzig 1903.
- Die drei Freunde (Roman). Berlin 1904.
- Die Töchter des Doktors (humoristischer Roman). Berlin 1904.
- Biederleute (satirische Komödie). Berlin 1904.
- Übermenschen (Einakter-Zyklus). Berlin 1905.
- Das Schützenfest. Eine lustige Geschichte. Stuttgart 1905.
- Kinder. Eine Gymnasiasten-Komödie. Berlin 1906.
- "Und der Ruhm ein eitler Wahn". Die Geschichte eines Premierenerfolgs. Berlin 1906.
- Komödianten. Schauspiel, 1907.
- Mamsell Unschuld, Mädchenkarriere in 15 Kapiteln. Ein lustiges Versbuch. Berlin 1907.
- Der Jockeyklub (Libretto). Berlin 1909.(Oper von Victor Hollaender).
- Er soll dein Herr sein (Lustspiel). Berlin 1910.
- Das Prinzchen (Liebesschwank). Berlin 1911.
- Die Kinderstube (Burleske). Berlin 1912.
- Der Reklametote (humoristischer Roman). Berlin-Leipzig 1915.
- Die kleinen Franzosen (Roman). Berlin 1915.
- Sei stolz, dass du ein Deutscher bist! Wie das Josephchen ein Held wurde und andere ernste und heitere Kriegsgeschichten. Breslau 1915.
- Der kleine Napoleon (Schwank). Berlin 1917.
- Die Ladenkomtesse (Libretto). Prag 1917. (Operette von František Drdla).
- Der Herrenreiter (Roman). Berlin 1919.
- Das Geheimnis der Vera Baranska (Drehbuch). Berlin 1919.
- Das Kuckucksei (Komödie). Berlin 1920.
- Wenn Du eine Tante hast (Novella/Drehbuch). Berlin 1925. (mit Max Glass).
- Zwei fesche Kerle. Ein weiteres Zeitbild, Berlin 1929.
- Twee ouwe vrijers;klucht in een bedrijf, Zaandijk 1929. (Übers. von H.W. van Rijswijk).
- Hetti, das Reiterkind (Roman). Dresden 1930.